# Belisarius (Gattung)
Belisarius ist eine auf Südwesteuropa beschränkte Gattung der Skorpione mit zwei Arten. Ihre Familienzugehörigkeit ist umstritten, sie gehört in eine der Familien Troglotayosicidae oder Superstitioniidae.

## Beschreibung
Der Carapax ist am vorderen Rand leicht U-förmig ausgeschnitten, das mediane Ocellenpaar fehlt und die lateralen Ocellen sind stark zurückgebildet. Das Sternum ist vom Typ 2, an der vorderen Seite abgerundet und etwas breiter als lang. Die Kämme des Kammorgans sind verkürzt und haben jeweils nur vier bis sechs Zähne. Die Finger der Cheliceren sind stark gebogen und die beweglichen Finger sind am äußersten Ende mit einer Serrula versehen.

## Verbreitung und Lebensraum
Die beiden Arten der Gattung Belisarius sind in jeweils kleinen Gebieten verbreitet, Belisarius xambeui in den spanischen und französischen Pyrenäen, Belisarius ibericus in der südspanischen Provinz Málaga.

## Lebensweise
Beide Arten der Gattung weisen ausgeprägte Anpassungen an das Höhlenleben auf, sind aber keine echten Troglobionten. Belisarius xambeui lebt häufiger außerhalb von Höhlen in der Laubschicht von Buchenwäldern, und auch Belisarius ibericus wurde unter Steinen außerhalb von Höhlen gefunden.

## Systematik

### Äußere Systematik
Über die Stellung der Gattung Belisarius innerhalb der Skorpione gibt es bis heute keinen Konsens. Seit ihrer Erstbeschreibung galt sie als nahe verwandt mit der Gattung Euscorpius. Entsprechend wurde sie 1917 von dem russischen Arachnologen Alexei Andrejewitsch Bjalynizki-Birulja in die Unterfamilie Euscorpiinae der Familie Chactidae gestellt. 1992 führte der US-amerikanische Arachnologe Scott A. Stockwell eine umfassende Revision der Familien Chactidae und Vaejovidae durch, mit der er die Gattung Belisarius mit der Gattung Troglotayosicus in die von einer Unterfamilie der Chactidae zur Familie erhobenen Superstitioniidae stellte. Stockwell begründete seine umfassenden Änderungen damit, dass die Familien Chactidae und Vaejovidae sich in ihrer damaligen Zusammenstellung einer Beschreibung entzögen, und in Bezug auf Taxonomie und Phylogenetik wertlos seien. Seine Änderungen erfolgten in der Absicht, phylogenetische Beziehungen abzubilden und stützten sich lediglich auf Muster der Trichobothrien, die mit neuweltlichen Gattungen übereinstimmen.
1998 beschrieb Wilson R. Lourenço die Familie Troglotayosicidae, in die er die Unterfamilie Belisariinae mit der Gattung Belisarius aufnahm. Bereits im wenige Jahre später erschienenen Katalog der Skorpione der Welt kritisierten die US-amerikanischen Arachnologen Victor Fet und W. David Sissom die Änderungen Stockwells und Lourenços, weil sie ihrer Ansicht nach nicht auf der Grundlage eindeutiger Merkmale erfolgt seien. Dessen ungeachtet wurde die neue Systematik weiter verwendet. 2003 stellten Michael E. Soleglad und Victor Fet Belisarius wieder in die Unterfamilie Brotheinae der Familie Chactidae. Die von Lourenço beschriebene Unterfamilie Belisariinae wurde zur Tribus Belisarini herabgestuft. 2005 widerriefen Lorenzo Prendini und Ward C. Wheeler sämtliche seit 2001 von Soleglad und Fet veröffentlichten Änderungen der höheren Systematik der Skorpione. Nur zwei Monate später bekräftigten Soleglad und Fet jedoch ihre Änderungen. Damit ist Belisarius formal eine Gattung der Familie Superstitioniidae.
Seither wurde die Familie Troglotayosicidae von mehreren Autoren in ihren aktuellen Arbeiten zu den Gattungen Belisarius und Troglotayosicus weiter verwendet, ohne sie förmlich wieder einzusetzen. Die von dem norwegischen Arachnologen Jan Ove Rein auf den Servern der Technisch-Naturwissenschaftlichen Universität Norwegens betriebene Website The Scorpion Files, deren Datenmaterial unter anderem im Catalogue of Life verwendet wird, führt Troglotayosicidae wieder als Familie mit der Gattung Belisarius auf.

### Erstbeschreibung
Die Erstbeschreibung erfolgte im Jahr 1879 durch den französischen Arachnologen Eugène Simon im siebten Band seines Werks Les Arachnides de France.

### Typusart
Die Typusart ist, aufgrund der Monotypie zum Zeitpunkt der Beschreibung, Belisarius xambeui.

### Etymologie
Der Name der Gattung bezieht sich auf Flavius Belisarius, einen oströmischen General und Feldherrn unter Kaiser Justinian. Der historisch falschen Belisar-Legende zufolge ist er als blinder Bettler in Rom gestorben. Belisarius xambeui war der erste bekannt gewordene blinde Skorpion, was Simon zu der Namensgebung mit Bezug auf Belisarius veranlasste.